# Cryptocephalus saucius
Cryptocephalus saucius là một loài bọ cánh cứng trong họ Chrysomelidae. Loài này được Truqui miêu tả khoa học năm 1852.